# جام حذفی فوتبال ویتنام
جام حذفی فوتبال ویتنام (انگلیسی: Vietnamese National Football Cup) جام حذفی فوتبال کشور ویتنام است. این رقابت‌ها در سال ۱۹۹۲ میلادی تأسیس شده است.